# Mark Dindal
Mark Louis Dindal (Columbus, maio de 1960) é um cineasta, animador, roteirista e designer de personagens estadunidense reconhecido por seu trabalho em clássicos da Disney, dirigindo animações como A Nova Onda do Imperador (2000), indicada a vários prêmios, incluindo um Oscar, um Globo de Ouro, um Grammy e dois Critics’ Choice. Trabalhando para a Disney, também foi responsável por fazer a animação de filmes que se tornaram clássicos como A Pequena Sereia (1989), Tom e Jerry: O Filme (1990) e Aladdin (1992). Em 1997, depois de se mudar para a Warner Bros, a sua estreia como diretor em Cats don’t Dance conquistou o Prêmio Annie de Melhor Filme de Animação do ano.

## Início de vida
Dindal nasceu em Columbus, Ohio, em 1960.
Crescendo, Dindal foi influenciado por desenhos animados da Warner Bros. e filmes da Disney. Uma de suas primeiras influências foi A Espada Era a Lei, da Disney, que ele lembra que sua avó o levou para ver o filme quando ele tinha três anos. Também ajudou que seu pai levasse a arte como hobby e ensinasse Dindal a desenhar enquanto crescia em Syracuse, Nova Iorque.
Durante sua adolescência, Dindal frequentou a Jamesville-DeWitt High School, onde frequentava a maioria das aulas de arte que a escola tinha para oferecer, além de fazer histórias em quadrinhos e curtas-metragens. Dindal aprendeu animação na CalArts. Ele começou a trabalhar na Disney em 1980.

## Carreira

### Animador de Efeitos na Disney (1980-1988)
Seus primeiros trabalhos incluíram The Fox & the Hound (1981), O Caldeirão Mágico (1985), Mickey's Christmas Carol (1983), As Peripécias de um Ratinho Detetive (1986) e Oliver e sua Turma (1988).

### Deixando e Retornando à Disney (1986–1992)
Após esses projetos, Dindal deixou brevemente a Disney para trabalhar em vários projetos para vários estúdios, incluindo BraveStarr e A Torradeirinha Valente. Ele voltou ao estúdio em 1987 e conseguiu seu primeiro papel principal como supervisor de efeitos visuais para A Pequena Sereia (1989). Mais tarde, ele trabalhou como animador-chefe do filme Bernardo e Bianca na Terra dos Cangurus (1990) e trabalhou como animador de efeitos em Aladdin (1992).

### Dindal como Diretor (1991–2000)
A primeira vez de Dindal como diretor foi para um curto segmento de propaganda de guerra no estilo dos anos 1940 para o filme de super-heróis Rocketeer (1991). Trabalhando com uma equipe de 3 outros animadores, Dindal se inspirou em desenhos de guerra da Disney, como A Vitória pela Força Aérea e a série Why We Fight, de Frank Capra.
A estreia de Dindal na direção de longa-metragens de foi Gatos Não Sabem Dançar (1997), três anos antes de A Nova Onda do Imperador (2000). Em Gatos Não Sabem Dançar, Dindal dublou Max. O filme ganhou o Prêmio Annie de Melhor Filme de Animação e Dindal foi indicado para direção. Esperava-se inicialmente que A Nova Onda do Imperador fosse um filme musical chamado Kingdom of the Sun. No entanto, a ideia não deu certo, então Dindal, junto com Chris Williams e David Reynolds mudaram o roteiro para uma comédia. Durante a produção de seis anos, ele começou a trabalhar em Cats Don't Dance.

### O Galinho Chicken Little(2005)
Dindal trabalhou em O Galinho Chicken Little (2005), outra produção da Disney, que precisava de uma grande equipe de animação. Dindal dublou Morkubine Porcupine e Coach no filme. O filme foi indicado a vários Annies, embora Dindal não tenha sido indicado como diretor. Durante a produção do filme, a DisneyToon Studios produziu Kronk's New Groove como um filme direto para vídeo. Como Dindal estava trabalhando em Chicken Little na época, ele não fez parte da equipe. Mais tarde, Dindal criou a série de TV A Nova Escola do Imperador (2006–2008).

### Pós-Disney (2006–presente)
Em março de 2006, um dia após o lançamento do DVD de O Galinho Chicken Little, Dindal e o produtor Randy Fullmer deixaram a empresa porque estavam cansados de lidar com o então chefe da Disney Animation, David Stainton. Ao longo de três anos, Dindal foi contratado para dirigir vários filmes em live-action, incluindo Sherlock's Secretary e Housebroken, ambos para a Walden Media, e uma adaptação cinematográfica do livro infantil Kringle para a Paramount Pictures.
Em dezembro de 2010, Dindal estava dirigindo na DreamWorks Animation o filme de animação Me and My Shadow, baseado em seu próprio argumento que combinaria animação digital e tradicional. Em janeiro de 2012, ele não estava mais dirigindo o filme e foi substituído pelo artista de storyboard Alessandro Carloni como diretor, e o filme está no inferno do desenvolvimento desde 2013.
Em julho de 2014, ele forneceu ilustrações para o documentário Restrung, centrado no colega Randy Fullmer em sua carreira na Wyn Guitars de 2006. Em 12 de novembro de 2018, foi anunciado que Dindal dirigiria um filme em animação de Garfield para a Alcon Entertainment, com a pré-produção começando no mês seguinte em Los Angeles. Em março de 2019, Dindal se envolveu como artista de storyboard e ajudou no design dos personagens, Gus e Cooper, para o filme de 2019 da Paramount Animation, O Parque dos Sonhos. Nesse mesmo ano, foi anunciado que Dindal, juntamente com o veterano da Pixar, Teddy Newton, iriam desenvolver um filme baseado nas figuras de Funko para o Warner Animation Group.
Em novembro de 2021, foi anunciado que Garfield foi adquirido pela Sony Pictures Releasing como distribuidora (excluindo a China) e que estrelaria Chris Pratt como o personagem-título. O filme também reunirá Dindal com o roteirista de A Nova Onda do Imperador, David Reynolds.

### Projetos não-realizados
- Versão original de Gatos Não Sabem Dançar - Muito antes de Dindal ser contratado como diretor, Gatos Não Sabem Dançar era inicialmente um filme que misturaria live-action com animação digital que envolveria Michael Jackson como produtor, estrela e consultor musical.[20] Em 1994, Jackson deixou o projeto inteiramente.[21]
- Kingdom of the Sun - Uma releitura épica de O Príncipe e o Mendigo na veia de O Rei Leão.[7] A história foi reescrita em 1998 como uma comédia intitulada A Nova Onda do Imperador.[8]
- Versão original de O Galinho Chicken Little - A versão original de O Galinho Chicken Little teria seguido uma galinha feminina exagerada, que foi para um acampamento de verão para construir confiança para que ela não exagerasse, bem como para melhorar o relacionamento com seu pai. No acampamento de verão, ela descobriria uma trama nefasta que seu conselheiro do acampamento estava planejando contra sua cidade natal. O enredo foi completamente reescrito, quando David Stainton se tornou o novo chefe da Walt Disney Feature Animation em 2003.[22]
- Sherlock's Secretary - um filme em live-action sobre um homem que reside na infame casa de Sherlock Holmes, que recebe uma carta solicitando a ajuda de Holmes. A vida do homem muda quando ele decide assumir um caso.[12]
- Kringle - Uma adaptação cinematográfica baseada no livro com o mesmo nome que conta a história não contada do Papai Noel.[14]
- Housebroken - Um filme de comédia sobre os animais de estimação falantes de um recém-casado, que devem se ajustar a viver juntos sob o mesmo teto. Junto com a direção, Dindal também reescreveria o roteiro, originalmente escrito por Adam Sztykiel.[13] A última atualização foi em 2011, quando o filme seria reescrito pelos produtores executivos de George Lopez, Paul Kaplan e Mark Torgove.[23]
- Me and My Shadow - Em 10 de dezembro de 2010, a DreamWorks Animation anunciou um projeto intitulado Me and My Shadow, com data de lançamento prevista para março de 2013. A trama envolveria Sombra Stan, que serve como sombra para Stanley Grubb, o humano mais chato do mundo. Querendo viver uma vida mais emocionante, ele escapa do "Mundo das Sombras" e assume o controle de Stanley. Com Dindal apontado como diretor (tendo desenvolvido o conceito e a história do filme), ele deveria combinar animação digital e tradicional. Em janeiro de 2012, Dindal não estava mais dirigindo o filme e foi substituído pelo artista de storyboard Alessandro Carloni como diretor, e o filme está no inferno do desenvolvimento desde 2013.[15][16]

## Vida pessoal
Dindal é pai de duas filhas, que foram a inspiração da versão original de O Galinho Chicken Little.

## Filmografia
| Ano       | Título                                  | Diretor | Roteirista | Animador | Outro | Note |
| --------- | --------------------------------------- | ------- | ---------- | -------- | ----- | --- |
| 1981      | The Fox and the Hound                   | Não     | Não        | Sim      | Não   | |
| 1982      | Fun with Mr. Future                     | Não     | Não        | Sim      | Não   | |
| 1983      | Mickey's Christmas Carol                | Não     | Não        | Sim      | Não   | |
| 1985      | O Caldeirão Mágico                      | Não     | Não        | Sim      | Não   | |
| 1986      | As Peripécias de um Ratinho Detetive    | Não     | Não        | Sim      | Não   | |
| 1987      | Sport Goofy in Soccermania              | Não     | Não        | Sim      | Não   | |
| 1987      | A Torradeirinha Valente                 | Não     | Não        | Não      | Sim   | Consultor de efeitos                                                                                     |
| 1987      | Pinocchio and the Emperor of the Night  | Não     | Não        | Sim      | Não   | |
| 1988      | BraveStarr                              | Não     | Não        | Sim      | Não   | |
| 1988      | BraveStarr: The Legend                  | Não     | Não        | Sim      | Não   | |
| 1988      | Oliver e sua Turma                      | Não     | Não        | Sim      | Não   | |
| 1989      | A Pequena Sereia                        | Não     | Não        | Não      | Sim   | Supervisor de efeitos visuais                                                                            |
| 1990      | O Príncipe e o Mendigo                  | Não     | Não        | Não      | Sim   | Artista de storyboard                                                                                    |
| 1990      | Bernardo e Bianca na Terra dos Cangurus | Não     | Não        | Sim      | Não   | Animador chefe de efeitos                                                                                |
| 1991      | Rocketeer                               | Não     | Não        | Não      | Não   | Diretor: Segmento de Invasão Nazista                                                                     |
| 1992      | Frozen Assets                           | Não     | Não        | Não      | Sim   | Produtot de sequência de animação                                                                        |
| 1992      | Tom e Jerry: O Filme                    | Não     | Não        | Sim      | Não   | |
| 1992      | Aladdin                                 | Não     | Não        | Sim      | Não   | |
| 1992      | A Pequena Sereia: A Série               | Não     | Não        | Sim      | Sim   | Consultor de efeitos (1 episódio), animador de efeitos (2 episódios), artista de storyboard (1 episódio) |
| 1993      | Happily Ever After                      | Não     | Não        | Sim      | Sim   | Animador chefe de efeitos, voz dos Goons (não-creditado)                                                 |
| 1997      | Gatos Não Sabem Dançar                  | Sim     | Sim        | Sim      | Sim   | Designer de personagens, artista de storyboard, supervisor de storyboards, voz de Max                    |
| 2000      | A Nova Onda do Imperador                | Sim     | Sim        | Não      | Não   | |
| 2002      | The Sweatbox                            | Não     | Não        | Não      | Sim   | Ele mesmo                                                                                                |
| 2005      | O Galinho Chicken Little                | Sim     | Sim        | Não      | Sim   | Designer de personagens, voz de Morkubine Porcupine e Coach                                              |
| 2005      | Kronk's New Groove                      | Não     | Não        | Não      | Sim   | |
| 2006-2008 | A Nova Escola do Imperador              | Não     | Sim        | Não      | Sim   | Criador                                                                                                  |
| 2014      | Restrung                                | Não     | Não        | Não      | Sim   | Ilustrador                                                                                               |
| 2019      | O Parque dos Sonhos                     | Não     | Não        | Não      | Sim   | Artista de storyboard                                                                                    |
| 2024      | Garfield                                | Sim     | TBA        | Não      | Não   | |
| TBA       | Filme sem título de Funko               | Não     | Sim        | Não      | Não   | |